# BF Андромеды
BF Андромеды (лат. BF Andromedae) — одиночная переменная звезда в созвездии Андромеды на расстоянии приблизительно 5272 световых лет (около 1617 парсеков) от Солнца. Видимая звёздная величина звезды — от +12,2m до +11,2m.

## Характеристики
BF Андромеды — оранжево-красный гигант, пульсирующая медленная неправильная переменная звезда (LB) спектрального класса K-M:. Радиус — около 40,85 солнечных, светимость — около 337,29 солнечных. Эффективная температура — около 3870 K.